# Bojni
Bojni (ukrainisch Бойні, russisch Бойни Boini) ist ein Dorf in der Ukraine in der Rajon Isjum in der Oblast Charkiw. Das Dorf wurde im Jahre 1675 gegründet.

## Geografie
Das Dorf liegt am linken Ufer des Oskilsker Stausees (Fluss Oskil) am Zusammenfluss des kleinen Flusses Borowa. Das Dorf ist durch einen kleinen Kiefernwald vom Stausee getrennt. Es grenzt an die Siedlung städtischen Typs Borowa. Durch die Siedlung führt eine Bahn, der Stationsname lautet Pereddonbassiwska (Переддонбасівська). Durch das Dorf führt die Autobahn T-2109.
Am 12. Juni 2020 wurde das Dorf ein Teil der Siedlungsgemeinde Borowa im Rajon Borowa; bis dahin war es Teil der Siedlungsratsgemeinde Borowa im Zentrum des Rajons Borowa.
Am 17. Juli 2020 wurde der Ort ein Teil des Rajons Isjum.

## Bevölkerung
Die Bevölkerung betrug laut der Volkszählung von 2001 73 Personen davon 35 Männer und 38 Frauen.